# Serra da Carneira
Serra da Carneira är kullar i Brasilien.   De ligger i delstaten Paraíba, i den östra delen av landet, 1 600 km nordost om huvudstaden Brasília.
Omgivningarna runt Serra da Carneira är huvudsakligen savann. Runt Serra da Carneira är det ganska glesbefolkat, med 29 invånare per kvadratkilometer.